# Istituto universitario
Un istituto universitario, in Italia, è un ente universitario, che presenta proprie caratteristiche.

## Storia
Il più prestigioso, per antichità (1732) e per specializzazione (orientalistica) era probabilmente l'Istituto Universitario Orientale (IUO) di Napoli (1973), che, strutturatosi poi in quattro facoltà, è diventato (2002) per disposizione ministeriale l'Università degli Studi di Napoli "L'Orientale".
Atenei pubblici monofacoltà erano:
- l'Istituto Universitario di Architettura di Venezia (IUAV) (1926), ospitante la sola Facoltà di Architettura, divenuto (2001) Università IUAV di Venezia;
- l'Istituto Universitario Navale (IUN) di Napoli (1939), ospitante le sole Facoltà di Scienze nautiche e di Economia marittima, divenuto (2006) Università degli Studi di Napoli "Parthenope";
- l'Istituto Superiore di Educazione Fisica (ISEF) di Roma (1952), divenuto poi (1998) Istituto Universitario di Scienze Motorie (IUSM) di Roma e poi (2008) Università degli Studi di Roma "Foro Italico".

Atenei privati monofacoltà erano:
- l'Istituto Universitario di Lingue Moderne (IULM) di Milano (1968), divenuto (1998) Libera Università di Lingue e Comunicazione IULM;
- il Libero Istituto Universitario Carlo Cattaneo (LIUC) di Castellanza (VA) (1989), divenuto (1991) Università "Carlo Cattaneo";
- l'Istituto Universitario "Suor Orsola Benincasa" (IUSOB) di Napoli (1995), ospitante la sola Facoltà di Magistero, divenuto (2004) Università degli Studi "Suor Orsola Benincasa".

Attualmente i pochi Istituti universitari sopravvissuti sono autorizzati a rilasciare solo titoli di Dottorato di ricerca e di Master universitario.

## Caratteristiche
Essendo monofacoltà, un Istituto Universitario non può essere considerato una Università degli Studi nel senso letterale del termine, visto che quest'ultima espressione si riferisce a un articolato insieme, anche metodologico, di diverse discipline.